# ファイト・マネー
『ファイト・マネー』（原題：The Great White Hype）は、1996年5月3日にアメリカで公開された映画。日本ではビデオスルー。原題は、映画『ボクサー』（The Great White Hope, 1970年）のパロディになっている。

## ストーリー
ヘビー級チャンピオンのローバーの試合は、負け知らずの連勝続きで客足が遠のいていた。プロモーターであるサルタン（サミュエル・L・ジャクソン）はなんとかローバーを利用して一儲けしようと、元ボクサーのロックバンドを使い八百長試合を企む。

## キャスト
- サルタン - サミュエル・L・ジャクソン
- ローバー - デイモン・ウェイアンズ
- コンクリン - ジェフ・ゴールドブラム
- ソル - ジョン・ロヴィッツ

## スタッフ
- 製作: フレッド・バーナー/ジョシュア・ドネン
- 監督: レジナルド・ハドリン
- 脚本: ロン・シェルトン/トニー・ヘンドラ
- 撮影: ロン・ガルシア
- 音楽: マーカス・ミラー